# Бондаренко Віктор Олександрович
Ві́ктор Олекса́ндрович Бондаре́нко (18 жовтня 1931) — народний депутат України 1-го скликання.

## Біографія
Народився 18 жовтня 1931 року, в селі Блакитне, Високопільський район, Херсонська область, УСРР, в сім'ї службовця. Українець, освіта вища, лікар, Дніпропетровський медичний інститут.
1949 — студент Дніпропетровського медичного інституту.
1955 — головний лікар лікарні заводу «Криворіжсталь».
1960 — аспірант кафедри госпітальної хірургії Дніпропетровського медичного інституту.
1969 — професор кафедри загальної хірургії Дніпропетровського медичного інституту.
1971 — завідувач кафедри загальної і невідкладної хірургії Українського інституту вдосконалення лікарів міста Харків.
1995 — завідувач кафедри Харківського інституту удосконалення лікарів.
Член КПРС з 1953 по 1991.
Висунутий кандидатом у Народні депутати трудовим колективом Українського інституту вдосконалення лікарів.
18 березня 1990 року обраний народним депутатом України 1-го скликання, отримавши в другому турі 46,58 % голосів.
До груп і фракцій не входив. Балотувався по Фрунзенському виборчому округу № 377 Харківської області.
Член Комісії ВР України з питань оборони і державної безпеки.
Голова підкомісії з питань медичної науки освіти та НТП комісії з питань здоров'я людини.
Доктор медичних наук, професор, дійсний член Академії медичних наук України.
Одружений, має дитину.